# روش هاربر (واشینگتن)
روش هاربر (به انگلیسی: Roche Harbor) یک منطقهٔ مسکونی در ایالات متحده آمریکا است که در شهرستان سن خوان، واشینگتن واقع شده‌است.